# Славянка (Шекснинский район)
Славянка — деревня в Шекснинском районе Вологодской области.
Входит в состав сельского поселения Любомировского, с точки зрения административно-территориального деления — в Любомировский сельсовет.
Расстояние по автодороге до районного центра Шексны — 24 км, до центра муниципального образования Любомирово — 13,2 км. Ближайшие населённые пункты — Цибино, Толстиково, Молодки.
По переписи 2002 года население — 6 человек.